# Козляков Віталій Васильович
Віта́лій Васи́льович Козляко́в (9 квітня 1928, Новосибірськ — 2018) — український радянський науковець у галузях суднобудування та будівельної механіки, інженер-механік, педагог. Доктор технічних наук (1970), професор (1971). Дослідник багатоциклової та малоциклової втоми конструкцій судна, розробник критеріїв граничної, пластичної та втомленої міцностей.
Протягом 20 років — науково-педагогічний співробітник Ленінградського кораблебудівного інституту (1951—1971). У 1971 році переїхав до Одеси, де понад 40 років працював у інституті інженерів морського флоту (пізніше реорганізованому в Одеський національний морський університет; 1971—1980; 1985—2018), у різні періоди — двічі завідувач кафедри будівельної механіки корабля. Автор понад 200 наукових робіт.

## Життєпис
Народився 9 квітня 1928 року в Новосибірську, РРФСР.
У 1951 році закінчив кафедру будівельної механіки корабля Ленінградського кораблебудівного інституту (ЛКІ). Учень професорів Олександра Курдюмова та Юліана Шиманського.
У 1955 році закінчив аспірантуру цієї ж кафедри та здобув науковий ступінь кандидата технічних наук, захистивши дисертацію на тему «Расчет днищевых перекрытий транспортных судов» (науковий керівник — професор Олександр Курдюмов). Залишився працювати на кафедрі доцентом (з 1958 року).
У 1970 році здобув науковий ступінь доктора технічних наук, захистивши дисертацію на тему «Некоторые вопросы оценки прочности и надежности корпусных конструкций морских транспортных судов». У 1971 році затверджений у вченому званні професора. Тоді ж переїхав до Одеси, де очолив кафедру будівельної механіки корабля Одеського інституту інженерів морського флоту (ОІІМФ; пізніше реорганізованого в Одеський національний морський університет).

Могила Віталія Козлякова, Байкове кладовище

У 1980 році перейшов до Миколаївського кораблебудівного інституту, де працював професором кафедри конструкції корпусу і суднових приладів. П'ять років потому повернувся до ОІІМФ, де вдруге очолив кафедру будівельної механіки корабля. З 1996 року — професор цієї кафедри.
У 2005 році перейшов на кафедру теорії та проєктування корабля. Паралельно, з 2008 року — головний науковий консультант Морського інженерного бюро.
Помер у 90-річному віці у 2018 році. Похований у Києві, на Байковому кладовищі, разом із родиною.

## Наукова діяльність
Автор понад 200 наукових робіт. За висловом кандидата технічних наук Олександра Єгорова, був «останнім представником старшого покоління радянських корабельних фахівців із міцності». Серед учнів Віталія Козлякова — професори Геннадій Єгоров, Андрій Гришин тощо.
На початку 1950-х років, у статусі аспіранта ЛКІ, разом з близькими друзями та колегами Олександром Максимаджі та Миколою Барабановим увійшов до складу комісії з вивчення причин зламів корпусів суден класу «Ліберті».
Дослідник багатоциклової та малоциклової втоми конструкцій судна, розробник критеріїв граничної, пластичної та втомленої міцностей. Під керівництвом професора Козлякова на кафедрі будівельної механіки корабля ОІІМФ були створені нові лабораторні установки, програмне забезпечення курсових і дипломних робіт для електронних обчислювальних машин, проведені тензометричні натурні випробування.
У 1980-х роках виступив співавтором Правил класифікації та побудови суден Російського морського регістру судноплавства, почесним співробітником якого став у 2003 році. Наприкінці 1980-х років увійшов до складу експертної підкомісії при державній комісії з розслідування причин та обставин катастрофи пароплава «Адмірал Нахімов». У 1990-х роках перебував у складі комісії з вивчення тріщин на нафторудовозах Новоросійського морського пароплавства.
Академік Академії наук суднобудування України, Транспортної академії України, член Королівського інституту морських архітекторів, Товариства корабельних архітекторів і морських інженерів. Почесний співробітник Регістру судноплавства України та «Укррічфлоту».

## Науковий доробок (частковий)
- Расчет днищевых перекрытий транспортных судов: диссертация кандидата технических наук : 05.00.00. — Ленинград, 1955. — 329 с. : ил. + Прил. (166 л. : ил.).
- Задачник по строительной механике корабля: [Для кораблестроит. вузов и фак.] / В. В. Козляков, Я. И. Короткин, А. А. Курдюмов ; Под общ. ред. А. З. Локшина. — Ленинград: Судпромгиз, 1962. — 255 с. : черт.
- Прочность корабля: Учеб. пособие / В. В. Козляков, А. А. Курдюмов ; Ленингр. кораблестроит. ин-т. — Ленинград: [б. и.], 1966. — 99 с. : черт.
- Прочность корабля: Учеб. пособие / В. В. Козляков, А. А. Курдюмов ; Ленингр. [Ордена Ленина] кораблестроит. ин-т. — 2-е изд. — Ленинград: [б. и.], 1968. — 99 с. : черт.
- Строительная механика корабля и теория упругости: [Учебник для кораблестроит. вузов и фак.]: В 2 т. — Ленинград: Судостроение, 1968. — 2 т.; 22 см. Т. 2: Основы теории упругости: Изгиб и устойчивость пластин и оболочек / А. А. Курдюмов, А. З. Локшин, Р. А. Иосифов, В. В. Козляков. — 1968. — 419 с. : черт.
- Некоторые вопросы оценки прочности и надежности корпусных конструкций морских транспортных судов: диссертация доктора технических наук : 05.00.00. — Ленинград, 1969. — 423 с. + Прил. (327 с.: ил.).
- Экспериментальные методы в строительной механике корабля: Учеб. пособие / В. В. Козляков, С. В. Петинов ; Ленингр. кораблестроит. ин-т. — Ленинград: [б. и.], 1973. — 2 т.
- Проектирование доковых опорных устройств / В. В. Козляков, Г. Н. Финкель, И. Я. Хархурим. — Ленинград: Судостроение, 1973. — 176 с. : ил.
- Основы выбора конструкций корпуса судна / А. И. Бронский, М. К. Глозман, В. В. Козляков. — Ленинград: Судостроение, 1974. — 192 с. : черт.
- Теория и практика модернизации и ремонта судов: Сб. науч. тр. / Одес. ин-т инженеров мор. флота; [Редкол.: В. В. Козляков (отв. ред.) и др.]. — Москва: центр. рекл.-информ. агентство «Морфлот», 1980. — 145 с. : ил.
- Теория и практика модернизации судов: Сб. науч. тр. / Одес. ин-т инженеров мор. флота; [Редкол.: В. В. Козляков (отв. ред.) и др.]. — Москва: ЦРИА «Морфлот», 1981. — 163 с. : ил.